# Scott Bamforth
Scott Douglas Bamforth (nacido el 12 de agosto de 1989 en Albuquerque) es un jugador de baloncesto estadounidense con nacionalidad kosovar que pertenece a la plantilla del Covirán Granada de la Liga Endesa y juega en la selección de baloncesto de Kosovo. Mide 1,88 metros de estatura, y juega en la posición de escolta.

## Trayectoria deportiva

### Universidad
En la campaña 2006-07 fue nombrado jugador del año en la High School del Norte en Nuevo México.
La temporada 2012/13 disputa 37 encuentros en los que promedió 31 minutos, 14 puntos, 2.4 asistencias, 3.8 rebotes, 1 recuperación, 14 en valoración y unos porcentajes de 45.6 en triples y 48.4 en tiros de campo.
Se erige en líder histórico de la Universidad de Weber State en triples convertidos con un total de 247.

### Europa
En agosto de 2013 fichó por el Club Baloncesto Sevilla.
Jugó en la 2014/2015 en UCAM Murcia.
La temporada siguiente, 2015/2016, regresa al Club Baloncesto Sevilla.
En la temporada 2016/2017 firma por el Bilbao Basket. A principios de dicha temporada obtiene un pasaporte kosovar, lo que le permite dejar de ocupar plaza de extracomunitario.
Empezó la temporada 2018/2019 en el Dinamo Sassari italiano, pero una grave lesión le dejó KO. En los diez encuentros que jugó en la Lega promedió 13,7 puntos y un gran 46,3 por ciento en triples más casi 4 asistencias.
En julio de 2022 fichó por el Río Breogán de la liga ACB.
El 17 de julio de 2023, firma por el Victoria Libertas Pesaro de la Lega Basket Serie A, con el que promedia en la primera división italiana 13,7 puntos con un 41,9% de acierto en el triple en los 21 partidos disputados.
El 15 de abril de 2024, firma por el Covirán Granada de la Liga Endesa, para jugar los últimos partidos de la temporada con la finalidad de lograr la permanencia en la máxima categoría del baloncesto español.